# Список переименованных населённых пунктов Тверской области
В данном списке приведены населённые пункты, расположенные согласно современному административно-территориальному делению в Тверской области России, название которых изменялось.

## А
- Андреяно Поле (1789) → Андреаполь (1905, город)[1]

## Б
- Блудницы → Березовка (сельский населённый пункт)[2]
- Гнилицы → Благодатная (сельский населённый пункт)[2]
- Собакино → Бойцово (сельский населённый пункт)[3]

## В
- Вахромеево → Ленино → Вахромеево (сельский населённый пункт)
- Покровское → Великооктябрьский (посёлок городского типа)[4]
- Чучелово → Веселово (сельский населённый пункт)[3]
- Поганцево → Зиновьево → Весна (сельский населённый пункт)
- Жеребцово → Вишнёвка (бывший населённый пункт)[3]
- Собакино → Волжанка (сельский населённый пункт)[3]
- Свининкино → Восход (сельский населённый пункт)[5]
- Лошаеды → Высокое (сельский населённый пункт)[3]

## Г
- Кобылино → Горка (бывший населённый пункт)[3]
- Душилово → Горки (сельский населённый пункт)[3]

## Д
- Грязная Поповка → Добрица (сельский населённый пункт)[3]
- Хвостово → Дружба (сельский населённый пункт)[3]
- Грязная → Дружная (сельский населённый пункт)[2]
- Гниловка → Дубравино (бывший населённый пункт)[5]

## З
- Свинино → Залесная (сельский населённый пункт)[6]
- Кобылино → Залесье (бывший населённый пункт)[3]
- Жеребцово → Заречная (сельский населённый пункт)[5]
- Могильское → Заречная (бывший населённый пункт)[3]
- Брюхово → Заречье (сельский населённый пункт)[2]
- Кобылино → Заря (сельский населённый пункт)[3]
- Пономариха → Зелёная Горка (бывший населённый пункт)[5]
- Жабино → Знаменка (сельский населённый пункт)[3]
- Балды → Зорино (сельский населённый пункт)[2]

## К
- Дешевкино → Калиново (сельский населённый пункт)[6]
- Псарня → Каменево (сельский населённый пункт)[4]
- Жабница → Камыши (сельский населённый пункт)[5]
- Дворская → Карла Маркса (сельский населённый пункт)
- Кузнецово → Конаково (1930, город с 1937)[7]
- Головорезово → Красная Горка (сельский населённый пункт)[8]
- Михаил Архангел → Красное (сельский населённый пункт)[9]
- Ключино → Ключинский (1925, посёлок городского типа) — Красномайский (1940)[10]
- Поросятниково → Кремница (сельский населённый пункт)[3]
- Хирова Гора → Крутая Гора (сельский населённый пункт)[5]
- Негодяево → Крутец (1961, сельский населённый пункт)
- Тараканиха → Курганово (сельский населённый пункт)[2]

## Л
- Лягушино → Лазурная (сельский населённый пункт)[5]
- Голодово → Левобережная (сельский населённый пункт)[6]
- Разбойная → Лески (сельский населённый пункт)[2]
- Язвы → Лесная (сельский населённый пункт)[2]
- Кобылкино → Лесная Поляна (сельский населённый пункт)[5]
- Смердынь (1545) → Лесное (1930, сельский населённый пункт)[11]
- Кобелево → Литвиновка (сельский населённый пункт)[2]

## М
- Брюхово → Малиновка (сельский населённый пункт)[3]
- Чириково → 1-е Мая (сельский населённый пункт)
- Святое → Медведица (сельский населённый пункт)[3]

## Н
- Пупково → Набережная (сельский населённый пункт)[5]
- Могилицы → Нива (сельский населённый пункт)[2]
- Собакино → Новинки (сельский населённый пункт)[3]
- Дураково → Новое Рощино (сельский населённый пункт)[2]
- Поганьково → Новосадовая (сельский населённый пункт)[5]
- Свинкино → Новосадовая (сельский населённый пункт)[2]
- Кобелево → Новоселово (сельский населённый пункт)[2]
- Кривоногово → Новые Берёзки (сельский населённый пункт)[2]
- Грязные Горицы → Новые Горицы (сельский населённый пункт)[2]

## О
- Дурыкино → Ольховка (сельский населённый пункт)[3]
- Каловка → Отрадная (сельский населённый пункт)[2]
- Блошкино → Отрадное (сельский населённый пункт)[5]

## П
- Еруны → Падерино (сельский населённый пункт)[5]
- Боярская → Первомайск (сельский населённый пункт)
- Брехалово → Поддубье (сельский населённый пункт)[2]
- Вонякино → Полевая (сельский населённый пункт)[5]
- Гадово → Приволжский (сельский населённый пункт)[5]
- Свинино → Приволжье (сельский населённый пункт)[5]
- Брюхачево → Приволье (сельский населённый пункт)[5]
- Поросятники → Привольное (сельский населённый пункт)[6]
- Безумово → Пригорки (сельский населённый пункт)[6]
- Бели-Архиерейские → Пушкино (сельский населённый пункт)[12]

## Р
- Балаболиха → Раменки (сельский населённый пункт)[5]
- Кобылино → Роща (сельский населённый пункт)[2]
- Собакино → Рощино (сельский населённый пункт)[3]
- Бяково → Ручейки (сельский населённый пункт)[2]
- Малые Ручьи → Ручьи (2005, сельский населённый пункт)
- Дурыкино → Рябиновка (сельский населённый пункт)[2]

## С
- Жабье → Сабро (сельский населённый пункт)[2]
- Грабиловка → Садовая (сельский населённый пункт)[5]
- Новое → Свердлово (сельский населённый пункт)
- Гнилуха → Светлый Луч (сельский населённый пункт)[6]
- Могильники → Семенцево (сельский населённый пункт)[3]
- Дураково → Снегиревка (сельский населённый пункт)[6]
- Бородатое → Солнечная (сельский населённый пункт)[5]
- Собакино → Сосенки (сельский населённый пункт)[3]
- Дурино → Сосновка (сельский населённый пункт)[3]
- Потеряловка → Сосновый Бор (сельский населённый пункт)[2]

## Т
- Тверь (1209) → Калинин (1931) — Тверь (1990)[13]
- Соплино → Тимирязево (сельский населённый пункт)[14]

## У
- Пипиково → Усаново (сельский населённый пункт)[2]

## Ч
- Сучьи Горки → Чайкино (сельский населённый пункт)[3]
- Кишкино → Черемухино (сельский населённый пункт)[5]
- Навозово → Черемушки (сельский населённый пункт)[3]

## Ш
- Бабье → Широкая (сельский населённый пункт)[2]

## Переименование 2024 года
25 декабря 2023 года Решением Думы Калининского района Тверской области «О переименовании населенных пунктов» от 25 декабря 2023 года № 120  переименованы 51 населённый пункт.
- Ананьино (бывшее Верхневолжское сельское поселение Калининского р-на) → Ананьино-Верхневолжское
- Андрейково (бывшее Никулинское сельское поселение Калининского р-на) → Новое Андрейково
- Бойково (бывшее Бурашевское сельское поселение Калининского р-на) → Бойково-на-Чернаве
- Быково (бывшее Верхневолжское сельское поселение Калининского р-на) → Верхнее Быково
- Городище (бывшее Эммаусское сельское поселение Калининского р-на) → Светлое Городище
- Гришино (бывшее Верхневолжское сельское поселение Калининского р-на) → Верхнее Гришино
- Губино (бывшее Эммаусское сельское поселение  Калининского р-на) → Старое Губино
- Давыдово (бывшее Славновское сельское поселение Калининского р-на) → Давыдово-Славновское
- Дмитровское (бывшее Заволжское сельское поселение Калининского р-на) → Дмитровское-на-Волге
- Дубровки (бывшее Красногорское сельское поселение Калининского р-на) → Дубровка
- Заречье (бывшее Кулицкое сельское поселение  Калининского р-на) → Малое Заречье
- Захарьино (бывшее Каблуковское сельское поселение Калининского р-на) → Захарьино-на-Сози
- Зиновьево (бывшее Тургиновское сельское поселение Калининского р-на) → Малое Зиновьево
- Змеево (бывшее Медновское сельское поселение  Калининского р-на) → Змеево-Медновское
- Ивановское (бывшее Кулицкое сельское поселение Калининского р-на) → Ивановское-на-Каве
- Иванцево (бывшее Медновское сельское поселение Калининского р-на) → Иванцево-Медновское
- Ильино (бывшее Каблуковское сельское поселение Калининского р-на) → Ильино-на-Сози
- Калистово (бывшее Тургиновское сельское поселение Калининского р-на) → Новое Калистово
- Калошино (бывшее Верхневолжское сельское поселение Калининского р-на) → Лесное Калошино
- Князево (бывшее Верхневолжское сельское поселение Калининского р-на) → Князево-на-Каменке
- Князево (бывшее Кулицкое сельское поселение  Калининского р-на) → Старое Князево
- Кошелево (бывшее Тургиновское сельское поселение Калининского р-на) → Лесное Кошелево
- Курово (бывшее Верхневолжское сельское поселение Калининского р-на) → Курово-Верхневолжское
- Курово (бывшее Медновское сельское поселение  Калининского р-на) → Курово-Медновское
- Львово (бывшее Бурашевское сельское поселение Калининского р-на) → Малое Львово
- Малое Селище (бывшее Бурашевское сельское поселение Калининского р-на) → Селище
- Марьино (бывшее Верхневолжское сельское поселение Калининского р-на) → МарьиноВерхневолжское
- Марьино (бывшее Каблуковское сельское поселение Калининского р-на) → Марьино-на-Сози
- Марьино (бывшее Славновское сельское поселение Калининского р-на) → Марьино- Славновское
- Мухино (бывшее Медновское сельское поселение Калининского р-на) → Мухино-Медновское
- Нестерово (бывшее Каблуковское сельское поселение Калининского р-на) → Старое Нестерово
- Новенькое (бывшее Бурашевское сельское поселение Калининского р-на) → Новенькое-на-Скобре
- Новинки (бывшее Бурашевское сельское поселение Калининского р-на) → Новинки-на-Чернаве
- Новинки (бывшее Тургиновское сельское поселение Калининского р-на) → Большие Новинки
- Новосельцы (бывшее Кулицкое сельское поселение Калининского р-на) → Старые Новосельцы
- Панино (бывшее Славновское сельское поселение Калининского р-на) → Панино- Белекушальское
- Поддубки (бывшее Бурашевское сельское поселение Калининского р-на) → Покровские Поддубки
- Поминово (бывшее Бурашевское сельское поселение Калининского р-на) → Старое Поминово
- Романово (бывшее Славновское сельское поселение Калининского р-на) → Романово-на-Орше
- Рязаново (бывшее Тургиновское сельское поселение Калининского р-на) → Рязаново-на-Шоше
- Савино (бывшее Верхневолжское сельское поселение Калининского р-на) → Савино-Верхневолжское
- Савино (бывшее Тургиновское сельское поселение Калининского р-на) → Савино-на-Лоби
- Садыково (бывшее Кулицкое сельское поселение  Калининского р-на) → Успенское
- Сакулино (бывшее Медновское сельское поселение Калининского р-на) → Сакулино-Медновское
- Селино (бывшее Верхневолжское сельское поселение Калининского р-на) → Селино-Верхневолжское
- Симоново (бывшее Верхневолжское сельское поселение Калининского р-на) → Верхнее Симоново
- Симоново (бывшее Славновское сельское поселение Калининского р-на) → Симоново-Славновское
- Слободка (бывшее Бурашевское сельское поселение Калининского р-на) → Ильинская Слободка
- Слободка (бывшее Верхневолжское сельское поселение Калининского р-на) → Слободка-Верхневолжская
- Титово (бывшее Тургиновское сельское поселение Калининского р-на) → Старое Титово
- Яковлево (бывшее Бурашевское сельское поселение Калининского р-на) → Яковлево-на-Вешке

## Источник
- Г. П. Смолицкая. Топонимический словарь Центральной России. — Москва: Армада-пресс, 2002. — 416 с.
- Е. М. Поспелов. Имена городов: вчера и сегодня (1917—1992): Топонимический словарь. — Москва: Русские словари, 1993. — 249 с.
- Электронный энциклопедический справочник "Тверская область"